# 運命のマッチアップ
『運命のマッチアップ』（うんめいのマッチアップ、原題：下半場、英題：We Are Champions）は、2019年の台湾映画。
第56回金馬奨最優秀新人俳優賞受賞。2020年度台北映画祭最優秀監督賞受賞、最優秀撮影賞受賞、芸術貢献賞受賞、観客賞受賞、最多12部門14ノミネート。
2022年6月24日に日本劇場公開。

## ストーリー
台湾のHBL（高校バスケットリーグ）で活躍した実在の兄弟をモデルに描いた青春映画。バスケの才能溢れる兄弟・ショウユーとトンハオは、母を早くに亡くし、父とは仕事の事情で離れて暮らし、叔父と叔母の家で世話になっている。兄のショウユーは中学時代に不慮の事故で片耳が聴こえなくなってしまい、それが原因で兄弟揃ってバスケ部を退部させられた過去を持つ。互いだけが頼りの生活の中、高校入学を控える二人はストリートバスケで夜な夜な対戦相手を打ち負かし、バスケで成功する夢を諦めずにいた。そこでも才能を開花し抜群のコンビネーションを発揮する二人に注目が集まり、試合動画が拡散された結果、弟のトンハオはHBLの連覇を狙う強豪校・ユーイン高校に、兄のショウユーはバスケ部が廃部寸前のグアンチェン高校にスカウトされることとなる。孤独な環境に耐えながらコーチの期待を背負うトンハオと、仲間とともに成長する大切さを学ぶショウユー。二人の関係性は次第に溝が深まってゆくが、やがてHBLで最大のライバルとして戦う運命が待ち受けていた。

## キャスト
- ファン・シャオシュン（フェンディ・ファン）
- チュウ・シュアンヤン（ベルナート・チュウ）
- ドゥアン・チュンハオ
- デヴィッド・ウー
- リー・リンフェイ
- ルー・イーチン
- トゥオ・ツォンファ